# 让-弗朗索瓦·福尔廷
让-弗朗索瓦·福尔廷（Jean-François Fortin；1973年9月12日—），是一名加拿大政治人物，他是2011-2015年Haute-Gaspérie-La Mitis-Matane-Matapédia选区的加拿大国会下议员以及民主力量党的党魁。